# 詳細釣り合い
詳細釣り合い（しょうさいつりあい、英: detailed balance）は、熱平衡におけるミクロな状態変化を考えた場合、そこに含まれるどの過程の起こる頻度も、その逆過程の起こる頻度と等しいことを指す。その原理を「詳細釣り合いの原理」という。これは、時間反転を行っても、力学的な法則が不変であるところから導かれる。

## 例
例えば、A, B, C の 3 つの状態間の全てに、正方向と逆方向の過程が存在し、平衡状態となっている時、A → B → C → A → …のようなループとなる定常的な流れは存在しない。すなわち、A-B 間のみで平衡を考えたときの A / B の存在比と、3 つの状態全てを考慮したときのそれは等しい。このため、A → B, B → C, C → A の 3 つの反応速度定数を掛けたものは、それらの逆反応の反応速度定数を掛けたものに等しくなる。
また詳細釣り合いの原理より、ある反応とその逆反応の反応断面積の関係を与えることができる。まず、2 つの粒子 A と B が衝突し、A' と B' に状態が変化する場合を考える。そして、正反応の断面積を σ、逆反応の断面積を σ'、反応の始状態の縮退度を g、終状態のそれを g′ とし、A と B の反応前の相対速度を v、反応後のそれを v′ とする。なお、反応でエネルギーを放出、または吸収する場合、{\displaystyle v\neq v'} である。すると、
{\displaystyle gv^{2}\sigma (v)=g'v'^{2}\sigma '(v')}
が成立するため、一方の断面積から他方の断面積を求めることが可能である。